# 山豆根属
山豆根属（学名：Euchresta）是蝶形花科下的一个属，为灌木或亚灌木植物。该属共有4－5种，分布于喜马拉雅区至日本。